# Saison 2019-2020 du Jazz de l'Utah
La saison 2019-2020 du Jazz de l'Utah est la 46e saison de la franchise en National Basketball Association (NBA) et la 41e saison dans la ville de Salt Lake City.
La saison marque la première sélection de Rudy Gobert au NBA All-Star Game 2020, en compagnie de Donovan Mitchell.
La saison a été suspendue par les officiels de la ligue après les matchs du 11 mars  après l'annonce que Gobert était positif au COVID-19. Le 12 mars 2020, le président de la ligue Adam Silver annonce que le championnat est arrêté pour « au moins 30 jours ». La franchise reprend la saison régulière le 31 juillet 2020, à Orlando.
Lors des playoffs, le Jazz a mené 3-1 dans la série face aux Nuggets de Denver, mais se sont finalement inclinés en sept matchs au premier tour. Mitchell inscrit un total de 57 points lors du premier match de la série, ce qui est le 3e plus gros total de points dans un match de playoffs dans l'histoire de la NBA.

## Draft
| Tour | Choix | Joueur                | Poste | Nationalité | Provenance            |
| ---- | ----- | --------------------- | ----- | ----------- | --------------------- |
| 1    | 23    | Darius Bazley         | SF    | États-Unis  | Princeton High School |
| 2    | 23    | Justin Wright-Foreman | PG    | États-Unis  | Pride de Hofstra      |

## Matchs

### Summer League
| Summer League Total: 4-4 |

| Match | Date match  | Équipe      | Score   | Meilleur marqueur | Meilleur rebondeur | Meilleur passeur          | Lieux                   | Série |
| ----- | ----------- | ----------- | ------- | ----------------- | ------------------ | ------------------------- | ----------------------- | ----- |
| 1     | 1er juillet | Memphis     | D 68-85 | Tony Bradley (14) | Tony Bradley (15)  | Justin Wright-Foreman (3) | Vivint Smart Home Arena | 0 - 1 |
| 2     | 2 juillet   | Cleveland   | V 86-71 | Tony Bradley (26) | Tony Bradley (16)  | Isaiah Cousins (6)        | Vivint Smart Home Arena | 1 - 1 |
| 3     | 3 juillet   | San Antonio | V 84-81 | Miye Oni (17)     | Willie Reed (16)   | Frankie Ferrari (3)       | Vivint Smart Home Arena | 2 - 1 |

| Match | Date match | Équipe        | Score   | Meilleur marqueur    | Meilleur rebondeur | Meilleur passeur            | Lieux                | Série |
| ----- | ---------- | ------------- | ------- | -------------------- | ------------------ | --------------------------- | -------------------- | ----- |
| 1     | 6 juillet  | Oklahoma City | V 78-66 | Tony Bradley (19)    | Tony Bradley (14)  | Trois joueurs (3)           | Cox Pavilion         | 1 - 0 |
| 2     | 7 juillet  | Miami         | D 81-93 | Willie Reed (14)     | Willie Reed (12)   | Ferrari, Wright-Foreman (4) | Cox Pavilion         | 1 - 1 |
| 3     | 9 juillet  | Portland      | V 97-93 | Bradley, McGrew (17) | Tony Bradley (7)   | Isaiah Cousins (8)          | Cox Pavilion         | 2 - 1 |
| 4     | 11 juillet | Houston       | D 78-87 | Tony Bradley (23)    | Tony Bradley (13)  | Cousins, Ferrari (5)        | Thomas & Mack Center | 2 - 2 |
| 5     | 13 juillet | Charlotte     | D 74-84 | George King (20)     | Juwan Morgan (9)   | Jairus Lyles (6)            | Cox Pavilion         | 2 - 3 |

### Pré-saison
| Pré-saison Total: 1-4 (Domicile : 1-2; Extérieur : 0-2) |

| Match | Date match | Équipe                | Score     | Meilleur marqueur     | Meilleur rebondeur   | Meilleur passeur    | Lieux                   | Série |
| ----- | ---------- | --------------------- | --------- | --------------------- | -------------------- | ------------------- | ----------------------- | ----- |
| 1     | 5 octobre  | Adelaide 36ers        | V 133-81  | Tony Bradley (18)     | Tony Bradley (10)    | Ingles, O'Neale (6) | Vivint Smart Home Arena | 1 - 0 |
| 2     | 9 octobre  | @ Milwaukee           | D 99-133  | Tony Bradley (17)     | Tony Bradley (10)    | Miye Oni (3)        | Fiserv Forum            | 1 - 1 |
| 3     | 11 octobre | @ La Nouvelle-Orléans | D 127-128 | Jeff Green (20)       | Bojan Bogdanović (8) | Joe Ingles (8)      | Smoothie King Center    | 1 - 2 |
| 4     | 14 octobre | Sacramento            | D 115-128 | Donovan Mitchell (22) | Niang, O'Neale (7)   | Joe Ingles (8)      | Vivint Smart Home Arena | 1 - 3 |
| 5     | 16 octobre | Portland              | D 118-126 | Donovan Mitchell (27) | Rudy Gobert (15)     | Emmanuel Mudiay (6) | Vivint Smart Home Arena | 1 - 4 |

### Matchs de préparation à Orlando avant la reprise de la saison régulière
| Matchs de préparation Total: 2-1 |

| Match | Date match | Équipe   | Score     | Meilleur marqueur     | Meilleur rebondeur | Meilleur passeur     | Lieux          | Série |
| ----- | ---------- | -------- | --------- | --------------------- | ------------------ | -------------------- | -------------- | ----- |
| 1     | 23 juillet | Phoenix  | D 88-101  | Donovan Mitchell (17) | Rudy Gobert (6)    | Joe Ingles (5)       | HP Field House | 0 - 1 |
| 2     | 25 juillet | Miami    | V 101-99  | Rudy Gobert (21)      | Rudy Gobert (8)    | Joe Ingles (6)       | HP Field House | 1 - 1 |
| 3     | 27 juillet | Brooklyn | V 112-107 | Rudy Gobert (20)      | Royce O'Neale (10) | Donovan Mitchell (4) | HP Field House | 2 - 1 |

### Saison régulière
| Saison régulière Total: 44-28 (Domicile : 23-12; Extérieur : 21-16) |

| Match | Date match | Équipe        | Score    | Meilleur marqueur     | Meilleur rebondeur | Meilleur passeur     | Lieux                      | Série |
| ----- | ---------- | ------------- | -------- | --------------------- | ------------------ | -------------------- | -------------------------- | ----- |
| 1     | 23 octobre | Oklahoma City | V 100-95 | Donovan Mitchell (32) | Rudy Gobert (14)   | Conley, Mudiay (5)   | Vivint Smart Home Arena    | 1 - 0 |
| 2     | 25 octobre | @ L.A. Lakers | D 86-95  | Donovan Mitchell (24) | Rudy Gobert (9)    | Joe Ingles (4)       | Staples Center             | 1 - 1 |
| 3     | 26 octobre | Sacramento    | V 113-81 | Bojan Bogdanović (26) | Ed Davis (7)       | Mike Conley, Jr. (8) | Vivint Smart Home Arena    | 2 - 1 |
| 4     | 28 octobre | @ Phoenix     | V 96-95  | Bojan Bogdanović (29) | Rudy Gobert (18)   | Joe Ingles (5)       | Talking Stick Resort Arena | 3 - 1 |
| 5     | 30 octobre | L.A. Clippers | V 110-96 | Mike Conley (29)      | Ed Davis (9)       | Joe Ingles (7)       | Talking Stick Resort Arena | 4 - 1 |

| Match | Date match   | Équipe              | Score     | Meilleur marqueur     | Meilleur rebondeur | Meilleur passeur     | Lieux                   | Série  |
| ----- | ------------ | ------------------- | --------- | --------------------- | ------------------ | -------------------- | ----------------------- | ------ |
| 6     | 1er novembre | @ Sacramento        | D 101-102 | Donovan Mitchell (24) | Rudy Gobert (16)   | Conley, O'Neale (4)  | Golden 1 Center         | 4 - 2  |
| 7     | 3 novembre   | @ L.A. Clippers     | D 94-105  | Donovan Mitchell (36) | Rudy Gobert (14)   | Donovan Mitchell (6) | Staples Center          | 4 - 3  |
| 8     | 6 novembre   | Philadelphie        | V 106-104 | Donovan Mitchell (24) | Rudy Gobert (16)   | Donovan Mitchell (8) | Vivint Smart Home Arena | 5 - 3  |
| 9     | 8 novembre   | Milwaukee           | V 103-100 | Bojan Bogdanović (33) | Rudy Gobert (17)   | Donovan Mitchell (6) | Vivint Smart Home Arena | 6 - 3  |
| 10    | 11 novembre  | @ Golden State      | V 122-108 | Rudy Gobert (25)      | Rudy Gobert (14)   | Conley, Ingles (7)   | Chase Center            | 7 - 3  |
| 11    | 12 novembre  | Brooklyn            | V 119-114 | Donovan Mitchell (30) | Rudy Gobert (15)   | Mike Conley, Jr. (5) | Vivint Smart Home Arena | 8 - 3  |
| 12    | 15 novembre  | @ Memphis           | D 106-107 | Donovan Mitchell (29) | Rudy Gobert (17)   | Donovan Mitchell (5) | FedExForum              | 8 - 4  |
| 13    | 18 novembre  | Minnesota           | D 102-112 | Bojan Bogdanović (18) | Rudy Gobert (14)   | Mike Conley, Jr. (6) | Vivint Smart Home Arena | 8 - 5  |
| 14    | 20 novembre  | @ Minnesota         | V 103-95  | Bojan Bogdanović (30) | Rudy Gobert (15)   | Mike Conley, Jr. (8) | Target Center           | 9 - 5  |
| 15    | 22 novembre  | Golden State        | V 113-109 | Donovan Mitchell (30) | Rudy Gobert (19)   | Royce O'Neale (5)    | Vivint Smart Home Arena | 10 - 5 |
| 16    | 23 novembre  | La Nouvelle-Orléans | V 128-120 | Donovan Mitchell (37) | Tony Bradley (9)   | Royce O'Neale (6)    | Vivint Smart Home Arena | 11 - 5 |
| 17    | 25 novembre  | @ Milwaukee         | D 118-122 | Bojan Bogdanović (24) | Tony Bradley (11)  | Mike Conley, Jr. (9) | Fiserv Forum            | 11 - 6 |
| 18    | 27 novembre  | @ Indiana           | D 102-121 | Bojan Bogdanović (30) | Rudy Gobert (13)   | Mike Conley, Jr. (5) | Bankers Life Fieldhouse | 11 - 7 |
| 19    | 29 novembre  | @ Memphis           | V 103-94  | Bojan Bogdanović (33) | Rudy Gobert (13)   | Conley, O'Neale (4)  | FedExForum              | 12 - 7 |

| Match | Date match   | Équipe          | Score     | Meilleur marqueur         | Meilleur rebondeur | Meilleur passeur     | Lieux                   | Série   |
| ----- | ------------ | --------------- | --------- | ------------------------- | ------------------ | -------------------- | ----------------------- | ------- |
| 20    | 1er décembre | @ Toronto       | D 110-130 | Mike Conley, Jr. (20)     | Rudy Gobert (11)   | Royce O'Neale (5)    | Scotiabank Arena        | 12 - 8  |
| 21    | 2 décembre   | @ Philadelphie  | D 94-103  | Rudy Gobert (27)          | Rudy Gobert (12)   | Joe Ingles (8)       | Wells Fargo Center      | 12 - 9  |
| 22    | 4 décembre   | L.A. Lakers     | D 96-121  | Donovan Mitchell (29)     | Rudy Gobert (10)   | Mitchell, Ingles (5) | Vivint Smart Home Arena | 12 - 10 |
| 23    | 7 décembre   | Memphis         | V 126-112 | Donovan Mitchell (22)     | Rudy Gobert (11)   | Joe Ingles (10)      | Vivint Smart Home Arena | 13 - 10 |
| 24    | 9 décembre   | Oklahoma City   | D 90-104  | Donovan Mitchell (26)     | Rudy Gobert (17)   | Joe Ingles (8)       | Vivint Smart Home Arena | 13 - 11 |
| 25    | 11 décembre  | @ Minnesota     | V 127-116 | Donovan Mitchell (30)     | Rudy Gobert (16)   | Donovan Mitchell (6) | Target Center           | 14 - 11 |
| 26    | 13 décembre  | Golden State    | V 114-106 | Bojan Bogdanović (32)     | Rudy Gobert (15)   | Joe Ingles (8)       | Vivint Smart Home Arena | 15 - 11 |
| 27    | 17 décembre  | Orlando         | V 109-102 | Bogdanović, Mitchell (30) | Rudy Gobert (19)   | Mike Conley, Jr. (6) | Vivint Smart Home Arena | 16 - 11 |
| 28    | 19 décembre  | @ Atlanta       | V 111-106 | Donovan Mitchell (30)     | Rudy Gobert (13)   | Mitchell, Ingles (5) | State Farm Arena        | 17 - 11 |
| 29    | 21 décembre  | @ Charlotte     | V 114-107 | Bojan Bogdanović (26)     | Rudy Gobert (19)   | Donovan Mitchell (9) | Spectrum Center         | 18 - 11 |
| 30    | 23 décembre  | @ Miami         | D 104-107 | Joe Ingles (27)           | Rudy Gobert (20)   | Donovan Mitchell (7) | American Airlines Arena | 18 - 12 |
| 31    | 26 décembre  | Portland        | V 121-115 | Donovan Mitchell (35)     | Rudy Gobert (15)   | Donovan Mitchell (7) | Vivint Smart Home Arena | 19 - 12 |
| 32    | 28 décembre  | @ L.A. Clippers | V 120-107 | Donovan Mitchell (30)     | Royce O'Neale (10) | Donovan Mitchell (9) | Staples Center          | 20 - 12 |
| 33    | 30 décembre  | Détroit         | V 104-81  | Donovan Mitchell (23)     | Rudy Gobert (19)   | Joe Ingles (5)       | Vivint Smart Home Arena | 21 - 12 |

| Match | Date match | Équipe                | Score          | Meilleur marqueur       | Meilleur rebondeur | Meilleur passeur     | Lieux                   | Série   |
| ----- | ---------- | --------------------- | -------------- | ----------------------- | ------------------ | -------------------- | ----------------------- | ------- |
| 34    | 2 janvier  | @ Chicago             | V 102-98       | Bojan Bogdanović (19)   | Rudy Gobert (12)   | Joe Ingles (10)      | United Center           | 22 - 12 |
| 35    | 4 janvier  | @ Orlando             | V 109-96       | Donovan Mitchell (32)   | Rudy Gobert (17)   | Donovan Mitchell (6) | Amway Center            | 23 - 12 |
| 36    | 6 janvier  | @ La Nouvelle-Orléans | V 128-126      | Bojan Bogdanović (35)   | Rudy Gobert (19)   | Ingles, Mitchell (6) | Smoothie King Center    | 24 - 12 |
| 37    | 8 janvier  | New York              | V 128-104      | Bogdanović, Mudiay (20) | Rudy Gobert (16)   | Donovan Mitchell (6) | Vivint Smart Home Arena | 25 - 12 |
| 38    | 10 janvier | Charlotte             | V 109-92       | Jordan Clarkson (20)    | Rudy Gobert (13)   | Emmanuel Mudiay (6)  | Vivint Smart Home Arena | 26 - 12 |
| 39    | 12 janvier | @ Washington          | V 127-116      | Bojan Bogdanović (31)   | Rudy Gobert (14)   | Joe Ingles (9)       | Capital One Arena       | 27 - 12 |
| 40    | 14 janvier | @ Brooklyn            | V 118-107      | Joe Ingles (27)         | Rudy Gobert (18)   | Quatre joueurs (4)   | Barclays Center         | 28 - 12 |
| 41    | 16 janvier | @ La Nouvelle-Orléans | D 132-138 (OT) | Donovan Mitchell (46)   | Rudy Gobert (14)   | Joe Ingles (6)       | Smoothie King Center    | 28 - 13 |
| 42    | 18 janvier | Sacramento            | V 123-101      | Bojan Bogdanović (30)   | Rudy Gobert (15)   | Joe Ingles (12)      | Vivint Smart Home Arena | 29 - 13 |
| 43    | 20 janvier | Indiana               | V 118-88       | Donovan Mitchell (25)   | Rudy Gobert (14)   | Joe Ingles (7)       | Vivint Smart Home Arena | 30 - 13 |
| 44    | 22 janvier | @ Golden State        | V 129-96       | Donovan Mitchell (23)   | Rudy Gobert (15)   | Joe Ingles (8)       | Chase Center            | 31 - 13 |
| 45    | 25 janvier | Dallas                | V 112-107      | Bojan Bogdanović (23)   | Rudy Gobert (17)   | Trois joueurs (5)    | Vivint Smart Home Arena | 32 - 13 |
| 46    | 27 janvier | Houston               | D 117-126      | Donovan Mitchell (36)   | Rudy Gobert (14)   | Joe Ingles (6)       | Vivint Smart Home Arena | 32 - 14 |
| 47    | 29 janvier | @ San Antonio         | D 120-127      | Donovan Mitchell (31)   | Rudy Gobert (19)   | Quatre joueurs (4)   | AT&T Center             | 32 - 15 |
| 48    | 30 janvier | @ Denver              | D 100-106      | Jordan Clarkson (37)    | Rudy Gobert (11)   | Ingles, Mitchell (8) | Pepsi Center            | 32 - 16 |

| Match                  | Date match  | Équipe      | Score     | Meilleur marqueur     | Meilleur rebondeur | Meilleur passeur     | Lieux                    | Série   |
| ---------------------- | ----------- | ----------- | --------- | --------------------- | ------------------ | -------------------- | ------------------------ | ------- |
| 49                     | 1er février | @ Portland  | D 107-124 | Donovan Mitchell (25) | Rudy Gobert (11)   | Joe Ingles (5)       | Moda Center              | 32 - 17 |
| 50                     | 5 février   | Denver      | D 95-98   | Mike Conley, Jr. (21) | Rudy Gobert (14)   | Joe Ingles (6)       | Vivint Smart Home Arena  | 32 - 18 |
| 51                     | 7 février   | Portland    | V 117-114 | Bojan Bogdanović (27) | Rudy Gobert (14)   | Donovan Mitchell (7) | Vivint Smart Home Arena  | 33 - 18 |
| 52                     | 9 février   | @ Houston   | V 114-113 | Jordan Clarkson (30)  | Rudy Gobert (15)   | Joe Ingles (7)       | Toyota Center            | 34 - 18 |
| 53                     | 10 février  | @ Dallas    | V 123-119 | Jordan Clarkson (25)  | Rudy Gobert (16)   | Clarkson, Ingles (8) | American Airlines Center | 35 - 18 |
| 54                     | 12 février  | Miami       | V 116-101 | Donovan Mitchell (26) | Rudy Gobert (20)   | Joe Ingles (9)       | Vivint Smart Home Arena  | 36 - 18 |
| NBA All-Star Game 2020 |             |             |           |                       |                    |                      |                          |         |
| 55                     | 21 février  | San Antonio | D 104-113 | Gobert, Mudiay (18)   | Rudy Gobert (14)   | Joe Ingles (7)       | Vivint Smart Home Arena  | 36 - 19 |
| 56                     | 22 février  | Houston     | D 110-120 | Donovan Mitchell (31) | Trois joueurs (7)  | Mike Conley, Jr. (7) | Vivint Smart Home Arena  | 36 - 20 |
| 57                     | 24 février  | Phoenix     | D 111-131 | Donovan Mitchell (38) | Royce O'Neale (9)  | Ingles, Mitchell (4) | Vivint Smart Home Arena  | 36 - 21 |
| 58                     | 26 février  | Boston      | D 103-114 | Donovan Mitchell (37) | Rudy Gobert (9)    | Donovan Mitchell (5) | Vivint Smart Home Arena  | 36 - 22 |
| 59                     | 28 février  | Washington  | V 129-119 | Donovan Mitchell (30) | Rudy Gobert (9)    | Conley, Ingles (6)   | Vivint Smart Home Arena  | 37 - 22 |

| Match | Date match | Équipe      | Score     | Meilleur marqueur         | Meilleur rebondeur   | Meilleur passeur     | Lieux                      | Série   |
| ----- | ---------- | ----------- | --------- | ------------------------- | -------------------- | -------------------- | -------------------------- | ------- |
| 60    | 2 mars     | @ Cleveland | V 126-113 | Bojan Bogdanović (28)     | Gobert, Mitchell (9) | Joe Ingles (8)       | Rocket Mortgage FieldHouse | 38 - 22 |
| 61    | 4 mars     | @ New York  | V 112-104 | Bogdanović, Mitchell (23) | Rudy Gobert (14)     | Donovan Mitchell (8) | Madison Square Garden      | 39 - 22 |
| 62    | 6 mars     | @ Boston    | V 99-94   | Mike Conley, Jr. (25)     | Trois joueurs (7)    | Joe Ingles (6)       | TD Garden                  | 40 - 22 |
| 63    | 7 mars     | @ Détroit   | V 111-105 | Bojan Bogdanović (32)     | Rudy Gobert (12)     | Conley, O'Neale (4)  | Little Caesars Arena       | 41 - 22 |
| 64    | 9 mars     | Toronto     | D 92-101  | Joe Ingles (20)           | Royce O'Neale (7)    | Mike Conley, Jr. (7) | Vivint Smart Home Arena    | 41 - 23 |

| Match | Date match | Équipe              | Score | Meilleur marqueur | Meilleur rebondeur | Meilleur passeur | Lieux                      | Série |
| ----- | ---------- | ------------------- | ----- | ----------------- | ------------------ | ---------------- | -------------------------- | ----- |
| -     | Annulé     | @ Oklahoma City     |       |                   |                    |                  | Chesapeake Energy Arena    | -     |
| -     | Annulé     | La Nouvelle-Orléans |       |                   |                    |                  | Vivint Smart Home Arena    | -     |
| -     | Annulé     | Memphis             |       |                   |                    |                  | Vivint Smart Home Arena    | -     |
| -     | Annulé     | L.A. Lakers         |       |                   |                    |                  | Vivint Smart Home Arena    | -     |
| -     | Annulé     | @ L.A. Lakers       |       |                   |                    |                  | Staples Center             | -     |
| -     | Annulé     | Minnesota           |       |                   |                    |                  | Vivint Smart Home Arena    | -     |
| -     | Annulé     | @ San Antonio       |       |                   |                    |                  | AT&T Center                | -     |
| -     | Annulé     | San Antonio         |       |                   |                    |                  | Vivint Smart Home Arena    | -     |
| -     | Annulé     | @ Dallas            |       |                   |                    |                  | American Airlines Center   | -     |
| -     | Annulé     | Atlanta             |       |                   |                    |                  | Vivint Smart Home Arena    | -     |
| -     | Annulé     | Chicago             |       |                   |                    |                  | Vivint Smart Home Arena    | -     |
| -     | Annulé     | Cleveland           |       |                   |                    |                  | Vivint Smart Home Arena    | -     |
| -     | Annulé     | @ Portland          |       |                   |                    |                  | Moda Center                | -     |
| -     | Annulé     | @ Denver            |       |                   |                    |                  | Pepsi Center               | -     |
| -     | Annulé     | L.A. Clippers       |       |                   |                    |                  | Vivint Smart Home Arena    | -     |
| -     | Annulé     | @ Phoenix           |       |                   |                    |                  | Talking Stick Resort Arena | -     |
| -     | Annulé     | @ Oklahoma City     |       |                   |                    |                  | Chesapeake Energy Arena    | -     |
| -     | Annulé     | Denver              |       |                   |                    |                  | Vivint Smart Home Arena    | -     |

| Match | Date match | Équipe        | Score     | Meilleur marqueur    | Meilleur rebondeur | Meilleur passeur     | Lieux           | Série   |
| ----- | ---------- | ------------- | --------- | -------------------- | ------------------ | -------------------- | --------------- | ------- |
| 65    | 30 juillet | @ New Orleans | V 106-104 | Jordan Clarkson (23) | Rudy Gobert (12)   | Donovan Mitchell (5) | The Field House | 42 - 23 |

| Match | Date match | Équipe          | Score           | Meilleur marqueur     | Meilleur rebondeur   | Meilleur passeur     | Lieux              | Série   |
| ----- | ---------- | --------------- | --------------- | --------------------- | -------------------- | -------------------- | ------------------ | ------- |
| 66    | 1er août   | @ Oklahoma City | D 94-110        | Donovan Mitchell (13) | Rudy Gobert (7)      | Trois joueurs (4)    | AdventHealth Arena | 42 - 24 |
| 67    | 3 août     | L.A. Lakers     | D 108-116       | Donovan Mitchell (33) | Gobert, O'Neale (13) | Mike Conley, Jr. (8) | AdventHealth Arena | 42 - 25 |
| 68    | 5 août     | Memphis         | V 124-115       | Joe Ingles (25)       | Rudy Gobert (16)     | Mike Conley, Jr. (7) | The Field House    | 43 - 25 |
| 69    | 7 août     | @ San Antonio   | D 111-119       | Jordan Clarkson (24)  | Tony Bradley (11)    | Emmanuel Mudiay (5)  | The Field House    | 43 - 26 |
| 70    | 8 août     | @ Denver        | D 132-134 (2OT) | Donovan Mitchell (35) | Rudy Gobert (13)     | Joe Ingles (13)      | AdventHealth Arena | 43 - 27 |
| 71    | 10 août    | Dallas          | D 114-122       | Jordan Clarkson (18)  | Bradley, Gobert (5)  | Joe Ingles (7)       | AdventHealth Arena | 43 - 28 |
| 72    | 13 août    | San Antonio     | V 118-112       | Rayjon Tucker (18)    | Tony Bradley (10)    | Jarrell Brantley (6) | The Field House    | 44 - 28 |

### Playoffs
| Playoffs Total: 3-4 (Domicile : 2-1; Extérieur : 1-3) |

| Match | Date match  | Équipe   | Score          | Meilleur marqueur     | Meilleur rebondeur    | Meilleur passeur          | Lieux              | Série |
| ----- | ----------- | -------- | -------------- | --------------------- | --------------------- | ------------------------- | ------------------ | ----- |
| 1     | 17 août     | @ Denver | D 125-135 (OT) | Donovan Mitchell (57) | Bradley, Mitchell (9) | Donovan Mitchell (7)      | The Field House    | 0 - 1 |
| 2     | 19 août     | @ Denver | V 124-105      | Donovan Mitchell (30) | Trois joueurs (7)     | Mitchell, O'Neale (8)     | AdventHealth Arena | 1 - 1 |
| 3     | 21 août     | Denver   | V 124-87       | Mike Conley, Jr. (27) | Rudy Gobert (14)      | Joe Ingles (8)            | AdventHealth Arena | 2 - 1 |
| 4     | 23 août     | Denver   | V 129-127      | Donovan Mitchell (51) | Rudy Gobert (11)      | Donovan Mitchell (7)      | AdventHealth Arena | 3 - 1 |
| 5     | 25 août     | @ Denver | D 107-117      | Donovan Mitchell (30) | Rudy Gobert (12)      | Conley, Jr., Mitchell (5) | The Field House    | 3 - 2 |
| 6     | 30 août     | Denver   | D 107-119      | Donovan Mitchell (44) | Rudy Gobert (11)      | Mike Conley, Jr. (6)      | AdventHealth Arena | 3 - 3 |
| 7     | 2 septembre | @ Denver | D 78-80        | Donovan Mitchell (22) | Rudy Gobert (18)      | Mike Conley, Jr. (7)      | AdventHealth Arena | 3 - 4 |

### Confrontations en saison régulière
| Conférence Est      | Conférence Est                              | Conférence Est                              | Conférence Ouest                            | Conférence Ouest                            | Conférence Ouest                            | Conférence Ouest                            | Conférence Ouest                            |
| Division Atlantique | Division Atlantique                         | Division Atlantique                         | Division Nord-Ouest                         | Division Nord-Ouest                         | Division Nord-Ouest                         | Division Nord-Ouest                         | Division Nord-Ouest                         |
| Équipe              | Domicile                                    | Extérieur                                   | Équipe                                      | Domicile                                    | Domicile                                    | Extérieur                                   | Extérieur                                   |
| ------------------- | ------------------------------------------- | ------------------------------------------- | ------------------------------------------- | ------------------------------------------- | ------------------------------------------- | ------------------------------------------- | ------------------------------------------- |
| Boston              | 103-114                                     | 99-94                                       | Denver                                      | 95-98                                       |                                             | 100-106                                     |                                             |
| Brooklyn            | 119-114                                     | 118-107                                     | Minnesota                                   | 102-112                                     |                                             | 103-95                                      | 127-116                                     |
| New York            | 128-104                                     | 112-104                                     | Oklahoma City                               | 100-95                                      | 90-104                                      |                                             |                                             |
| Philadelphie        | 106-104                                     | 94-103                                      | Portland                                    | 121-115                                     | 117-114                                     | 107-124                                     |                                             |
| Toronto             | 92-101                                      | 110-130                                     |                                             |                                             |                                             |                                             |                                             |
|                     |                                             |                                             | Matchs à Orlando                            |                                             |                                             |                                             |                                             |
|                     |                                             |                                             | Denver                                      |                                             |                                             | 132-134 (2OT)                               |                                             |
|                     |                                             |                                             | Oklahoma City                               |                                             |                                             | 94-110                                      |                                             |
|                     | 3–2                                         | 3–2                                         |                                             | 3–3                                         | 3–3                                         | 2–4                                         | 2–4                                         |
| Division            | 6–4                                         | 6–4                                         | Division                                    | 5–7                                         | 5–7                                         | 5–7                                         | 5–7                                         |
| Division Centrale   | Division Centrale                           | Division Centrale                           | Division Pacifique                          | Division Pacifique                          | Division Pacifique                          | Division Pacifique                          | Division Pacifique                          |
| Équipe              | Domicile                                    | Extérieur                                   | Équipe                                      | Domicile                                    | Domicile                                    | Extérieur                                   | Extérieur                                   |
| Chicago             |                                             | 102-98                                      | Golden State                                | 113-109                                     | 114-106                                     | 122-108                                     | 129-96                                      |
| Cleveland           |                                             | 126-113                                     | L.A. Clippers                               | 110-96                                      |                                             | 94-105                                      | 120-107                                     |
| Detroit             | 104-81                                      | 111-105                                     | L.A. Lakers                                 | 96-121                                      |                                             | 86-95                                       |                                             |
| Indiana             | 118-88                                      | 102-121                                     | Phoenix                                     | 111-131                                     |                                             | 96-95                                       |                                             |
| Milwaukee           | 103-100                                     | 118-122                                     | Sacramento                                  | 113-81                                      | 123-101                                     | 101-102                                     |                                             |
|                     |                                             |                                             | Matchs à Orlando                            |                                             |                                             |                                             |                                             |
|                     |                                             |                                             | L.A. Lakers                                 | 108-116                                     |                                             |                                             |                                             |
|                     | 3–0                                         | 3–2                                         |                                             | 5–3                                         | 5–3                                         | 4–3                                         | 4–3                                         |
| Division            | 6–2                                         | 6–2                                         | Division                                    | 9–6                                         | 9–6                                         | 9–6                                         | 9–6                                         |
| Division Sud-Est    | Division Sud-Est                            | Division Sud-Est                            | Division Sud-Ouest                          | Division Sud-Ouest                          | Division Sud-Ouest                          | Division Sud-Ouest                          | Division Sud-Ouest                          |
| Équipe              | Domicile                                    | Extérieur                                   | Équipe                                      | Domicile                                    | Domicile                                    | Extérieur                                   | Extérieur                                   |
| Atlanta             |                                             | 111-106                                     | Dallas                                      | 112-107                                     |                                             | 123-119                                     |                                             |
| Charlotte           | 109-92                                      | 114-107                                     | Houston                                     | 117-126                                     | 110-120                                     | 114-113                                     |                                             |
| Miami               | 116-101                                     | 104-107                                     | Memphis                                     | 126-112                                     |                                             | 106-107                                     | 103-94                                      |
| Orlando             | 109-102                                     | 109-96                                      | New Orleans                                 | 128-120                                     |                                             | 128-126                                     | 132-138 (OT)                                |
| Washington          | 129-119                                     | 127-116                                     | San Antonio                                 | 104-113                                     |                                             | 120-127                                     |                                             |
|                     |                                             |                                             | Matchs à Orlando                            |                                             |                                             |                                             |                                             |
|                     |                                             |                                             | Dallas                                      | 114-122                                     |                                             |                                             |                                             |
|                     |                                             |                                             | Memphis                                     | 124-115                                     |                                             |                                             |                                             |
|                     |                                             |                                             | New Orleans                                 |                                             |                                             | 106-104                                     |                                             |
|                     |                                             |                                             | San Antonio                                 | 118-112                                     |                                             | 111-119                                     |                                             |
|                     | 4–0                                         | 4–1                                         |                                             | 5–4                                         | 5–4                                         | 5–4                                         | 5–4                                         |
| Division            | 8–1                                         | 8–1                                         | Division                                    | 10–8                                        | 10–8                                        | 10–8                                        | 10–8                                        |
| Conférence          | 20–7 (Domicile : 10–2; Extérieur : 10–5)    | 20–7 (Domicile : 10–2; Extérieur : 10–5)    | Conférence                                  | 24–21 (Domicile : 12–10; Extérieur : 11–11) | 24–21 (Domicile : 12–10; Extérieur : 11–11) | 24–21 (Domicile : 12–10; Extérieur : 11–11) | 24–21 (Domicile : 12–10; Extérieur : 11–11) |
| Total               | 44–28 (Domicile : 23–12; Extérieur : 21–16) | 44–28 (Domicile : 23–12; Extérieur : 21–16) | 44–28 (Domicile : 23–12; Extérieur : 21–16) | 44–28 (Domicile : 23–12; Extérieur : 21–16) | 44–28 (Domicile : 23–12; Extérieur : 21–16) | 44–28 (Domicile : 23–12; Extérieur : 21–16) | 44–28 (Domicile : 23–12; Extérieur : 21–16) |

## Classements de la saison régulière
| Conférence Ouest | Conférence Ouest                | Conférence Ouest | Conférence Ouest | Conférence Ouest | Conférence Ouest | Conférence Ouest | Conférence Ouest |
| No               | Franchise                       | Vic.             | Def.             | MJ               | V/D              | GB               |                  |
| ---------------- | ------------------------------- | ---------------- | ---------------- | ---------------- | ---------------- | ---------------- | ---------------- |
| 1                | Lakers de Los Angeles           | 52               | 19               | 71               | .732             | –                |                  |
| 2                | Clippers de Los Angeles         | 49               | 23               | 72               | .681             | 3.5              |                  |
| 3                | Nuggets de Denver               | 46               | 27               | 73               | .630             | 7                |                  |
| 4                | Rockets de Houston              | 44               | 28               | 72               | .611             | 8.5              |                  |
| 5                | Thunder d'Oklahoma City         | 44               | 28               | 72               | .611             | 8.5              |                  |
| 6                | Jazz de l'Utah                  | 44               | 28               | 72               | .611             | 8.5              |                  |
| 7                | Mavericks de Dallas             | 43               | 32               | 75               | .573             | 11               |                  |
| 8                | Trail Blazers de Portland (PI)  | 35               | 39               | 74               | .473             | 18.5             |                  |
|                  |                                 |                  |                  |                  |                  |                  |                  |
| 9                | Grizzlies de Memphis (PI)       | 34               | 39               | 73               | .466             | 19               |                  |
| 10               | Suns de Phoenix                 | 34               | 39               | 73               | .466             | 19               |                  |
| 11               | Spurs de San Antonio            | 32               | 39               | 71               | .451             | 20               |                  |
| 12               | Kings de Sacramento             | 31               | 41               | 72               | .431             | 21.5             |                  |
| 13               | Pelicans de La Nouvelle-Orléans | 30               | 42               | 72               | .417             | 22.5             |                  |
| 14               | Timberwolves du Minnesota       | 19               | 45               | 64               | .297             | 29.5             |                  |
| 15               | Warriors de Golden State        | 15               | 50               | 65               | .231             | 34               |                  |

| Division Nord-Ouest       | V  | D  | MJ | V/D  | GB   | Dom   | Ext   | Div  |
| ------------------------- | -- | -- | -- | ---- | ---- | ----- | ----- | ---- |
| Nuggets de Denver         | 46 | 27 | 73 | .630 | –    | 26–11 | 20–16 | 12–2 |
| Thunder d'Oklahoma City   | 44 | 28 | 72 | .611 | 1.5  | 23–14 | 21–14 | 8–5  |
| Jazz de l'Utah            | 44 | 28 | 72 | .611 | 1.5  | 23–12 | 21–16 | 5–7  |
| Trail Blazers de Portland | 35 | 39 | 74 | .473 | 11.5 | 21–15 | 14–24 | 5–8  |
| Timberwolves du Minnesota | 19 | 45 | 64 | .297 | 22.5 | 8–24  | 11–21 | 2–10 |

## Effectif

### Effectif actuel
| Jazz de l’Utah Effectif en fin de saison      |    |                                                |                                |                  |
| Entraîneur : Quin Snyder                      |    |                                                |                                |                  |
| Ailier / Ailier fort                          | 44 | Drapeau de la Croatie                          | Bojan Bogdanović               | Fenerbahçe SK    |
| Pivot                                         | 13 | Drapeau des États-Unis                         | Tony Bradley                   | North Carolina   |
| Ailier fort                                   | 5  | Drapeau des États-Unis                         | Jarrell Brantley (R) (TW)      | Charleston       |
| Meneur / Arrière                              | 00 | /                                              | Jordan Clarkson                | Missouri         |
| Meneur                                        | 10 | Drapeau des États-Unis                         | Mike Conley                    | Ohio State       |
| Ailier fort / Pivot                           | 17 | Drapeau des États-Unis                         | Ed Davis                       | North Carolina   |
| Pivot                                         | 27 | Drapeau de la France                           | Rudy Gobert                    | Cholet Basket    |
| Ailier / Ailier fort                          | 2  | Drapeau de l'Australie                         | Joe Ingles                     | Maccabi Tel-Aviv |
| Arrière                                       | 45 | Drapeau des États-Unis                         | Donovan Mitchell               | Louisville       |
| Ailier / Ailier fort                          | 16 | Drapeau des États-Unis                         | Juwan Morgan (R)               | Indiana          |
| Meneur                                        | 15 | Drapeau de la république démocratique du Congo | Emmanuel Mudiay                | Prime Academy    |
| Ailier fort                                   | 31 | Drapeau des États-Unis                         | Georges Niang                  | Iowa State       |
| Arrière / Ailier                              | 23 | Drapeau des États-Unis                         | Royce O'Neale                  | Baylor           |
| Arrière                                       | 81 | Drapeau des États-Unis                         | Miye Oni (R)                   | Yale             |
| Arrière                                       | 6  | Drapeau des États-Unis                         | Rayjon Tucker (R)              | Little Rock      |
| Meneur / Arrière                              | 0  | Drapeau des États-Unis                         | Nigel Williams-Goss (R)        | Gonzaga          |
| Meneur                                        | 3  | Drapeau des États-Unis                         | Justin Wright-Foreman (R) (TW) | Hofstra          |
| (R) - Rookie, (TW) - Two-way contract, Blessé |    |                                                |                                |                  |

## Récompenses durant la saison
| Date         | Joueur           | Récompense                   |
| ------------ | ---------------- | ---------------------------- |
| 16 février   | Rudy Gobert      | ☆ All-Star 2020 ☆            |
| 16 février   | Donovan Mitchell | ☆ All-Star 2020 ☆            |
| 9 septembre  | Rudy Gobert      | NBA All-Defensive First Team |
| 16 septembre | Rudy Gobert      | All-NBA Third Team           |

## Transactions
Le détail des différents contrats signés par l'équipe est disponible dans la section supérieure des contrats des joueurs, avec les montants des salaires.

### Échanges
| Juin        | Juin | Juin | Juin  |
| ----------- | --- | --- | ----- |
| 21 juin     | Échange à trois équipes                                                                                              | Échange à trois équipes | [ 6 ] |
| 21 juin     | Vers le Jazz de l'Utah - Droits sur Jarrell Brantley (#50) (D'Indiana) - Droits sur Miye Oni (#58) (De Golden State) | Vers les Pacers de l'Indiana - Second tour de draft 2021 (De Utah) - Compensation financière de 1 000 000 $ (De Utah)                             | [ 6 ] |
| 21 juin     | Vers les Warriors de Golden State - Compensation financière de 2 000 000 $ (De Utah)                                 | | [ 6 ] |
| Juillet     | | |       |
| 6 juillet   | Vers le Jazz de l'Utah - Mike Conley, Jr.                                                                            | Vers les Grizzlies de Memphis - Grayson Allen - Jae Crowder - Kyle Korver - Droits sur Darius Bazley (#23) - Premier tour de draft 2020 (protégé) | [ 7 ] |
| 7 juillet   | Vers le Jazz de l'Utah - Second tour de draft 2021 - Second tour de draft 2023                                       | Vers les Pelicans de La Nouvelle-Orléans - Derrick Favors                                                                                         | [ 8 ] |
| Décembre    | | |       |
| 24 décembre | Vers le Jazz de l'Utah - Jordan Clarkson                                                                             | Vers les Cavaliers de Cleveland - Dante Exum - Second tour de draft 2022 (de San Antonio) - Second tour de draft 2023 (de Golden State)           | [ 9 ] |

### Extension de contrat
| Date       | Joueur        | Extension                                               |
| ---------- | ------------- | ------------------------------------------------------- |
| 19/01/2020 | Royce O'Neale | 36 000 000 $ sur 4 ans à partir de la saison 2020-2021. |

### Options dans les contrats
| Date       | Joueur           | Option                                                                   |
| ---------- | ---------------- | ------------------------------------------------------------------------ |
| 17/10/2019 | Tony Bradley     | Utah active son option d'équipe de 3 542 060 $ pour la saison 2020-2021. |
| 18/10/2019 | Donovan Mitchell | Utah active son option d'équipe de 5 195 501 $ pour la saison 2020-2021. |

## Arrivées

### Draft
| Date       | Joueur                                 | Provenance              |
| ---------- | -------------------------------------- | ----------------------- |
| 13/07/2019 | Nigel Williams-Goss (#55 - Draft 2017) | Olympiakós              |
| 15/07/2019 | Miye Oni (#58)                         | Bulldogs de Yale (NCAA) |

### Agents libres
| Date       | Joueur            | Provenance                         |
| ---------- | ----------------- | ---------------------------------- |
| 07/07/2019 | Bojan Bogdanović  | Pacers de l'Indiana                |
| 17/07/2019 | William Howard    | Limoges CSP                        |
| 17/07/2019 | Stanton Kidd      | Darüşşafaka                        |
| 19/07/2019 | Ed Davis          | Nets de Brooklyn                   |
| 19/07/2019 | Jeff Green        | Wizards de Washington              |
| 19/07/2019 | Emmanuel Mudiay   | Knicks de New York                 |
| 21/08/2019 | Trevon Bluiett    | Pelicans de La Nouvelle-Orléans    |
| 21/08/2019 | Juwan Morgan      | Hoosiers de l'Indiana (NCAA)       |
| 12/10/2019 | Kyle Collinsworth | Raptors 905 (G-League)             |
| 17/10/2019 | Isaac Haas        | Stars de Salt Lake City (G-League) |
| 17/10/2019 | Mike Scott        | BM Slam Stal                       |
| 19/10/2019 | Anthony Lawrence  | Hurricanes de Miami (NCAA)         |
| 21/11/2019 | Juwan Morgan      | Stars de Salt Lake City (G-League) |
| 24/12/2019 | Rayjon Tucker     | Herd du Wisconsin (G-League)       |

### Two-way contracts
| Date       | Joueur                      | Provenance                   |
| ---------- | --------------------------- | ---------------------------- |
| 16/07/2019 | Jarrell Brantley (#50)      | Cougars de Charleston (NCAA) |
| 16/07/2019 | Justin Wright-Foreman (#53) | Pride de Hofstra (NCAA)      |

## Départs

### Agents libres
| Date       | Joueur          | Nouvelle équipe¹    |
| ---------- | --------------- | ------------------- |
| 01/07/2019 | Tyler Cavanaugh | ALBA Berlin         |
| 01/07/2019 | Naz Mitrou-Long | Pacers de l'Indiana |
| 01/07/2019 | Ricky Rubio     | Suns de Phoenix     |
| 01/07/2019 | Thabo Sefolosha | Rockets de Houston  |
| 01/07/2019 | Ekpe Udoh       | Beijing Ducks       |
| 17/07/2019 | William Howard  | LDLC ASVEL          |

### Joueurs coupés
| Date       | Joueur       | Nouvelle équipe ¹     |
| ---------- | ------------ | --------------------- |
| 01/07/2019 | Raul Neto    | 76ers de Philadelphie |
| 21/11/2019 | Stanton Kidd | Melbourne United      |
| 24/12/2019 | Jeff Green   | Rockets de Houston    |

¹ Il s'agit de l’équipe pour laquelle le joueur a signé après son départ, il a pu entre-temps changer d'équipe ou encore de pays.

### Joueurs non retenus au training camp
Liste des joueurs non retenus pour commencer la saison NBA.
| Joueur              |
| ------------------- |
| Trevon Bluiett      |
| Kyle Collinsworth   |
| Isaac Haas          |
| Anthony Lawrence II |
| Juwan Morgan        |
| Mike Scott          |

## Situation à la fin de saison

### Joueurs "agents libres"
| Joueur                | Fin de saison         |
| --------------------- | --------------------- |
| Jarrell Brantley      | Agent libre restreint |
| Jordan Clarkson       | Agent libre           |
| Emmanuel Mudiay       | Agent libre           |
| Justin Wright-Foreman | Agent libre restreint |

### Options en fin de saison
| Joueur           | Fin de saison  |
| ---------------- | -------------- |
| Mike Conley, Jr. | Option joueur. |